# 中国人民解放军海军防空兵部
中国人民解放军海军防空兵部，是中國人民解放軍海軍曾經存在的一個副军级建制單位。

## 历史
1951年12月17日，解放军海军防空顾问科列穆涅夫、海军参谋长顾问雅科夫列夫联名给萧劲光、罗舜初呈送了《关于防空问题的建议》。据此，1953年1月，解放军海军司令部设立防空处，处长隐剑。
中国人民解放军海军防空兵部曾於1954年8月至10月，在中國大陸华东沿海组建一批高炮团、对空监视团，主要對抗中華民國空軍的空中力量，掩护渡海攻取一江山岛的战役准备。這些部隊曾參與争夺沙埕港制空權的戰鬥。
1955年1月31日，在海司防空处基础上，成立海司防空部。1955年8月6日，国防部命令改为海军防空兵部，副部长隐剑大校。
1958年3月8日海司组字第046号通知而撤销并入海军航空兵。

## 组织架构
- 副部长隐剑大校（原海司防空处长）
- 海军青岛基地防空兵部：1950年在基地司令部内设立防空科。1951年7月1日组建基地防空司令部，司令员易耀彩（基地司令兼任），参谋长陈士珍，副参谋长陈丕。1951年8月22日改称基地防空指挥室（简称“青防指”），主任陈士珍，副主任陈丕。1952年6月5日改编为基地防空司令部，司令员高文然，政委张华，参谋长陈士珍。1954年11月2日改编为基地防空兵部。1959年4月14日改编为基地航空兵部。
  - 司令员陈士珍上校
  - 政委张华大校、林凤山
  - 副司令兼高炮司令员张祥
  - 参谋长王发明、杜彬上校
- 海军旅顺基地防空兵部：1959年初以高炮某团团部为基础扩建。师级建制。
  - 司令员张祥
  - 政治委员：姜克上校
  - 参谋长周景瑞
  - 政治部主任高景诚
  - 副参谋长郭适
- 华东海军防空兵部：1954年11月3日，以舟山基地防空指挥所和台州防空处为基础组建。1955年8月6日改名为东海舰队防空兵部。1958年5月3日并入东海舰队航空兵部。
  - 副司令员李新国大校
  - 副政治委员、政治委员：胡汉生大校
  - 参谋长陈丕
- 中南海军防空兵部（未成立）